# 5.18 힌츠페터 스토리
"5.18 힌츠페터 스토리"는 2018년에 개봉한 대한민국의 다큐멘터리 영화이다.

## 캐스팅
- 위르겐 힌츠페터
- 조성하 - 나레이션
- 에델트라우트 브람슈테트
- 장영주
- 위르겐 베르트람
- 곽희성
- 양인화
- 김승필
- 김양래
- 박화강
- 장용주
- 김성용
- 장재열
- 김영택
- 황종건

## 같이 보기
- 2018년 대한민국의 영화 목록
- 택시운전사
- 5·18 광주 민주화 운동